# Huda's Salon
Huda's Salon (àrab: صالون هدى, Ṣālūn Hudà) és una pel·lícula de thriller palestina de 2021 coproduïda internacionalment i escrita, dirigida i produïda per Hany Abu-Assad. És protagonitzada per Ali Suliman, Samer Bisharat, Maisa Abd Elhadi i Manal Awad. S'ha doblat i subtitulat al català.
El rodatge principal es va suspendre el 20 de març de 2020, a causa de la pandèmia de la COVID-19, i es va reprendre el 15 de juliol de 2020. La producció es va suspendre de nou, i va concloure el desembre de 2020.
Es va estrenar al Festival Internacional de Cinema de Toronto de 2021 el setembre de 2021.

## Repartiment
- Ali Suliman com a Hasan
- Samer Bisharat com Said
- Maisa Abd Elhadi com a Reem
- Manal Awad com a Huda